# Luděk Zelenka
Luděk Zelenka (ur. 11 września 1973 w Libercu) – były czeski piłkarz występujący na pozycji napastnika. Po zakończeniu kariery piłkarskiej rozpoczął prace w ČT jako komentator i ekspert piłkarski. 